# Baraminologi
Baraminologi är ett ämne inom kreationismen. Det kallas ibland typologi eller diskontinuerlig systematik och är försök att klassificera de skapade typerna av liv. Termen användes 1990 av Kurt P. Wise, baserat på Frank Lewis Marshs myntning 1941 av termen "baramin" från hebreiskans ord bara (skapa) och min (art); kombinationen låter dock helt fel i riktig hebreiska.[källa behövs] Den var tänkt att representera de olika arterna som beskrivs i bibeln. Dessa finns särskilt i första Mosebokens beskrivning av skapelsen och syndafloden, och tredje och femte Moseboks uppdelning mellan ren och oren.

## Klasser
Baraminologi försöker använda fyra termer för att skilja mellan grupper av organismer: holobaramin, monobaramin, apobaramin och polybaramin.
- Holobaramin — En holobaramin är en grupp av organismer som tillhör en enda baramin. Det vill säga, det är en grupp organismer som (1) delar kontinuitet (det betyder att varje medlem har kontinuitet med åtminstone en annan medlem) och (2) är bunden av diskontinuitet.

- Monobaramin — En monobaramin är en undergrupp av en holobaramin, eller en grupp av kända arter som delar kontinuitet utan hänsyn till diskontinuitet med andra organismer. Alltså, det kan vara antingen delar eller alla av en holobaramin. Så kan till exempel hundar ses som en monobaramin från holobaraminen av hund-arten vilken också innefattar vargar.

- Apobaramin — en apobaramin är en grupp av holobaraminer, eller en grupp av kända arter som är bundna av diskontinuitet utan hänsyn till inomkontinuitet. Alltså, det kan vara en eller flera kompletta holobaraminer. Till exempel, alla växter tillsammans skulle forma en apobaramin därför att de (i kreationistisk teori) var inte en enda växtart då de skapades (åtminstone fruktbärande plantor och gräs kan åtskiljas) utan det finns ingen enda holobaramin som innefattar både växter och djur.

- Polybaramin — En polybaramin är en grupp av organismer som består av delar av två eller fler holobaraminer, eller en artificiell grupp av kända arter som delar kontinuitet med organismer utanför gruppen och diskontinuitet inträffar inom gruppen. Det hävdas att användning av polybaraminer skall undvikas, eftersom det är jämförbart med ett polyfyletiskt taxerande i konventionell systematik. Till exempel, däggdjuren som för närvarande lever i Nordamerika skulle bilda en polybaramin.

## Åtskillnad mellan skapade arter
Frågan att bestämma gränserna mellan baramin är ett ämne som diskuteras och debatteras flitigt hos kreationistbiologer. Ett antal kriterier har presenterats.

### Nuvarande kriterier för åtskillnad
2003 utvecklade och förfinade Baraminology Study Group baraminkonceptet med fyra nya koncept:
- Biologisk karaktärsdragsrum är ett teoretisk multidimensionell rum i vilket varje karaktärsdrag (till exempel längd eller färg) av en organism utgör en dimension, och särskilda delar av det karaktärsdraget utgör unika positioner längs med dimensionen. En enda organism är därför precist definierad av en enda punkt i det multidimensionella rummet.
- Potentialitetsregion är en region av det biologiska karaktärsdragsrum inom vilket organismisk form är möjlig. Därför så är en godtycklig punkt i det biologiska karaktärsdragsrummet som inte är inom en potentialitetsregion beskriver en organism som inte kan existera.
- Kontinuitet beskriver förhållandet mellan två organismer som är antingen i samma potentialitetsregion, eller sammanbundna med varandra av en tredje, så att transmutation mellan de två är teoretiskt möjligt.
- Diskontinuitet beskriver förhållandet mellan två organismer som är åtskilda potentialitetsregioner, så att transmutation mellan de två är omöjligt.

För att bestämma kontinuitet och diskontinuitet så understryker kreationistbiologer vikten av att använda ett holistiskt dataset för att bestämma huruvida det är signifikant likhet mellan två organismer. Hybridisering anses vara deterministiskt bevis för att två organismer uppvisar holistiskt och substantiell kontinuitet.

## Vetenskaplig status
Baraminologi har inte producerat någon vetenskaplig forskning som gåtts igenom med peer-review. Som all kreationism är baraminologi en pseudovetenskap och inget som skall presenteras som riktig vetenskap.